# Coriotela
Coriotela is een geslacht van vliesvleugeligen uit de familie Pteromalidae. De wetenschappelijke naam van dit geslacht werd voor het eerst geldig gepubliceerd in 2020 door Burks en Heraty.

## Soorten
- Coriotela lasallei Burks & Heraty, 2020